# Rymdmedicin
Rymdmedicin är sedan slutet av 1940-talet en specialitet inom medicinen för att utforska, förebygga och behandla de påfrestningar och störningar som människan utsätts för under resor i rymden.
Fysiologiskt sett börjar rymden ovanför 15 000- 20 000 m höjd, där syrgastrycket är så lågt att andning ej längre är möjlig. Rymdmedicien kan ses som en utvidgning av flygmedicinen. Den omfattar förutom medicin och fysiologi även biofysik, radiobiologi och mikrobiologi.
Rymdmedicinen sysslar främst med fysiologiska och psykologisk problem vid extrema accelerationer vid start och landning av rymdfarkoster. Även effekten av tyngdlöshet och radioaktiv rymdstrålning liksom isolering studeras. Tyngdlösheten påverkar balanssinne, hjärtverksamhet, blodcirkulation, muskelrörelse och psyke. Dock anpassar sig rymdfarare snabbt.
Däremot kan återanpassningen till normal gravitation ta tid på grund av trötthet. Tyngdlöshet ger minskad muskelaktivitet med förlust av muskelvävnad och av kalcium, kalium och järn från skelettet. Man har därför utformat speciella program för rymdgymnastik.
I rymdmedicinska laboratorier har också utvecklats metoder för tillförsel av näring och syre och hantering av koldioxid och utsöndringsprodukter Rymdfararna brukar ha fasta dygnsrutiner för sömn, vila, arbete, måltider och fritidssysselsättning i en bestämd växling. Balansen mellan t. ex. näringsintag och energiförbrukning är noga beräknad.

## Spinoff från rymdmedicin
Astronauterna är inte de enda som drar nytta av rymdmedicinsk forskning. Flera medicinska produkter har utvecklats som biprodukter och är praktiska tillämpningar inom det medicinska området till följd av rymdprogrammet. På grund av gemensamma forskningsinsatser mellan NASA, National Institutes on Aging (en del av National Institutes of Health) och andra åldersrelaterade organisationer har utforskning av rymden speciellt gynnat den äldre delen av befolkningen. 
Exempel på biprodukter är: 
- Strålbehandling av cancer,
- System för personligt larm,
- Datortomografi,
- Muskelstimulerande enheter,
- Ortopediska undersökningsverktyg,
- Utrustning för dialys,
- Hopfällbara rullstolar,
- Inplanterbar hjärtpacemaker,
- Tyngdlöshetsterapi.